# Mierzęcin (Polska Cerekiew)
Pour les articles homonymes, voir Mierzęcin.
Mierzęcin est une localité polonaise de la gmina de Polska Cerekiew, située dans le powiat de Kędzierzyn-Koźle en voïvodie d'Opole.

## Histoire
De 1743 à 1945, Mierzenzin fait partie de l'arrondissement de Cosel dans le district d'Oppeln au sein de la province de Silésie.